# Lac Nuevo
Le lac Nuevo, en Argentine, est un lac andin d'origine glaciaire situé au sud-ouest de la province de Neuquén, en Patagonie, dans le département de Lácar. 

## Description

Carte du parc national Nahuel Huapi.

Situé au sein des montagnes de la cordillère des Andes, de forme quadrangulaire, il occupe une cuvette d'origine glaciaire, allongée du sud-ouest vers le nord-est, à quelques kilomètres au nord-est du lac Traful. La zone située tout autour est en grande partie inhabitée. Il est entouré d'une dense forêt de type andino-patagonique.
Sa surface se trouve à 925 mètres d'altitude.
Comme presque tous les lacs de Patagonie andine, il est d'origine glaciaire.

## Bassin hydrographique
Il fait partie du bassin hydrographique du río Negro.
Il est le troisième de la chaîne de lacs alimentant le río Caleufú (es), affluent du río Collón Curá, lui-même affluent du río Limay. Son principal tributaire est le très court río émissaire du lac Falkner. Le lac Nuevo déverse ses eaux dans le río Filo Hua Hum Oeste qui forme le lac Filo Hua Hum, lui-même en amont du río Caleufú.